# Ijad Hutaba
I'yad Hutaba (ur. 20 listopada 1987 w Ar-Rajna) – izraelski piłkarz występujący na pozycji obrońcy.
Zawodnik Maccabi Ahi Nazaret, do którego trafił w 2013 roku z Hapoelu Tel Awiw. W reprezentacji Izraela zadebiutował w 2011 roku. Do tej pory rozegrał w niej jedno spotkanie.